# VEF I-11
VEF I-11 — однодвигательный самолёт конструкции Карлиса Ирбитиса, произведенный в 1936 году на авиационном отделении завода VEF. Моноплан. В 1936 году на нём был побит мировой рекорд скорости 240 км/ч, который не был официально зафиксирован.

## Лётно-технические характеристики
Технические характеристики
- Экипаж: 2 чел.
- Длина: 7,10 м
- Размах крыла: 9,30 м
- Высота: 1,90 м
- Силовая установка: 1 × ПД Cirrus Minor I
- Мощность двигателей: 1 × 90 л. с.

Лётные характеристики
- Максимальная скорость: 230 км/ч
- Практическая дальность: 800 км
- Практический потолок: 4000 м